# Кастеллуккьо
Кастеллуккьо (итал. Castellucchio) — коммуна в Италии, располагается в регионе Ломбардия, подчиняется административному центру Мантуя.
Население составляет 4879 человек, плотность населения составляет 106 чел./км². Занимает площадь 46 км². Почтовый индекс — 46014. Телефонный код — 0376.
Покровителем населённого пункта считается святой великомученик Георгий Победоносец. Праздник ежегодно празднуется 23 апреля. Имеется храм, освящённый в честь святого Георгия.